# Jeanne de France (1435-1482)
Pour les articles homonymes, voir Jeanne de France et Jeanne de Valois.
Jeanne de France ou Jeanne de Valois (1435-1482) était la fille de Charles VII, roi de France, et de Marie d'Anjou.
Elle épousa au château de Plessis-lès-Tours le 23 décembre 1446 Jean II (1426-1488), duc de Bourbon et d'Auvergne. Ils n'eurent pas d'enfant.
Jeanne de France mourut dans le château de Moulins le samedi 4 mai ou le jeudi 25 avril 1482, et fut inhumée dans la basilique-cathédrale Notre-Dame de l'Annonciation de Moulins.

## Ascendance

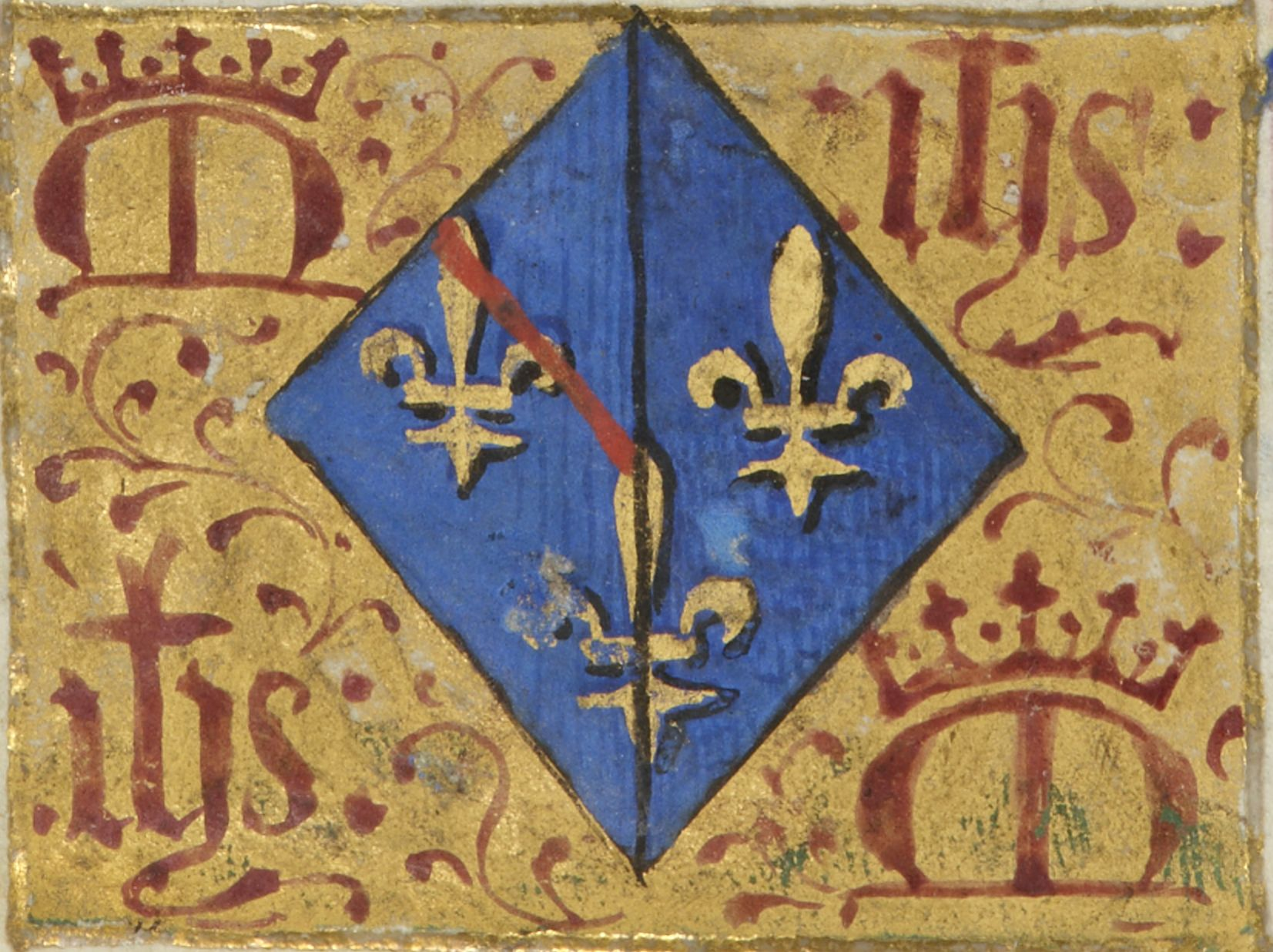
Armes de Jeanne de France dans les Heures de Jeanne de France (BnF NAL 3244 f252r).